# اچ‌ام‌اس جونو (۱۸۴۴)
اچ‌ام‌اس جونو (۱۸۴۴) (به انگلیسی: HMS Juno (1844)) یک کشتی بود که طول آن ۱۳۱ فوت (۴۰ متر) بود. این کشتی در سال ۱۸۴۴ ساخته شد.